# سيرجيو مينديز
سيرجيو سانتوس مينديز (بالبرتغالية: Sérgio Santos Mendes‏) (و. 1941  م) ملحن، وعازف بيانو، وعازف جاز، وكاتب أغاني، ومنتج أسطوانات برازيلي، ولد في نيتيروي، يستخدم آلات بيانو.

## حياته
كان منديز ابنًا لطبيب من مدينة نيتروى بالبرازيل. درس في المعهد الموسيقي المحلي على أمل أن يصبح عازف بيانو كلاسيكي. تطوّر اهتمامه بموسيقى الجاز، وبدأ العزف في النوادي الليلية في أواخر الخمسينيات من القرن العشرين، عندما أصبح موسيقى بوسا نوفا، وهو نوع من الموسيقى المشتقة من السامبا ومتأثرة بموسيقى الجاز، وكانت لها شعبيّة كبيرة. عزف منديز مع أنطونيو كارلوس جوبيم والعديد من الموسيقيين الأمريكيين في زياراتهم للبرازيل.
أسس منديز فرقة Sexteto Bossa Rio وسجل "الرقص الحديث" في عام 1961. في جولة موسيقية في أوروبا والولايات المتحدة، سجل منديز ألبومات مع كانونبال أديرلي وهيربي مان، وقام بتقديم عرض في قاعة كارنيجي. انتقل منديز إلى الولايات المتحدة في عام 1964، وأصدر ألبومين مع فرقته "البرازيل 65".

## البرازيل 66
عندما انخفضت المبيعات، استبدل المغنية البرازيلية واندا دي سا بالصوت الشهير من شيكاغو، لاني هول (التي درست مادة مينديز صوتيًا)، وانتقل إلى شركة تسجيلات A&M التابعة لهيرب ألبرت، وأصدر اسطوانة عنوانها: "هيرب ألبرت يُقدِّم سيرجيو مينديز و البرازيل 66"، الألبوم الذي كان ألبومًا بلاتينيًا يعتمد بشكل أساسي على أغنيته الناجحة مع خورخي بن Mas que nada ("Mas que nada"، والتي تعني "اترك!") والدعم الشخصي لألبرت، الذي ظهر معه مينديز بانتظام.
تكوّنت فرقة البرازيل 66 الأصلية من: مينديز (بيانو)، والمغنون لاني هول وجانيس هانسن، وبوب ماثيوز (باس)، وخوسيه سواريز (إيقاع)، وجواو بالما (طبول). ظهر جون بيسانو كضيف على الجيتار. سجلت هذه الفرقة ثلاثة ألبومات من عام 1966 إلى عام 1968 (بما في ذلك الأغنية الناجحة "انظر حولك ") قبل التغيير في اختيار الألبوم الرابع "الأحمق على التلّة".
حلت كارين فيليب محل هانسن كمغني ثاني، وانضم عازف الدرامز المخضرم دون أوم روميو إلى روبينز باسيني في مهام الإيقاع. كان سيباستياو نيتو هو عازف الجيتار الجديد وأوسكار كاسترو نيفيس عازف الجيتار. كان لهذه الفرقة صوت أوركسترا و"فرقة كبيرة" أكثر من سابقاتها. في أوائل السبعينيات، طورت هول مهنة مستقلة كمغنية وتزوجت من ألبرت. يزعم البعض أن منديز كان يحمل ضغينة ضد ألبرت لأنه "سرق" مغنيته.
في عام 1981 قدّمت الفرقة حفلة في إسرائيل، ومن بين العروض التي قدّمتها كانت هناك غنوا في بركة السلطان في القدس.

## ذا بلاك آيد بيزوغيرها من أشكال التعاون
في عام 2006، تعاون منديز مع فرقة البوب/الهيب هوب ذا بلاك آيد بيز في إعادة أداء أغنيته الناجحة "ماس كا نادا". وحقق العرض، الذي شاركت فيه زوجته جارسينيا أيضًا بالغناء، نجاحًا عالميًا. وفي إسرائيل وصلت الأغنية إلى المركز الثامن عشر في قائمة الأغاني الدولية لعام 2006.
في عام 2008 سجل أغنية مع المغني الكولومبي الناجح جيانز.

## وفاته
توفي مينديز بسبب مضاعفات كوفيد الطويل في مستشفى في لوس أنجلوس في 5 سبتمبر/أيلول 2024، عن عمر يناهز 83 عامًا.

## جوائز
حصل على جوائز منها:
- وسام الاستحقاق الثقافي [الإنجليزية]‏ (2018).

## وصلات خارجية
- سيرجيو مينديز على موقع IMDb (الإنجليزية)
- سيرجيو مينديز على موقع ميوزك برينز (الإنجليزية)
- سيرجيو مينديز على موقع إن إن دي بي (الإنجليزية)
- سيرجيو مينديز على موقع أول ميوزيك (الإنجليزية)
- سيرجيو مينديز على موقع ديسكوغز (الإنجليزية)
- سيرجيو مينديز على موقع قاعدة بيانات الفيلم (الإنجليزية)
- سيرجيو مينديز في قاعدة بيانات الأفلام على الإنترنت